# Kỷ Linh
Kỉ Linh (紀靈; ?-?), còn viết là Kỷ Linh, là một võ tướng vào cuối thời Hán mạt trong lịch sử Trung Quốc. Ông là một thuộc tướng của quân phiệt Viên Thuật, được ghi nhận trong lịch sử với tư cách là chỉ huy đạo quân của Viên Thuật dự định tiêu diệt lực lượng nhỏ yếu của Lưu Bị nhưng lại bị một quân phiệt khác là Lữ Bố ngăn cản và giảng hòa cho 2 bên. Sự kiện này nổi tiếng trong giai thoại dân gian Trung Hoa với tên gọi "Bắn kích ở Viên môn" (轅門射戟, Viên môn xạ kích).

## Trong sử liệu
Theo sử liệu, năm 196, Kỉ Linh theo lệnh Viên Thuật dẫn 3 vạn quân định đánh Lưu Bị ở Tiểu Bái. Lưu Bị bèn cho người cầu cứu Lữ Bố. Lữ Bố đích thân mang 1.000 bộ binh và 200 kỵ binh đến đóng trại ở gần Tiểu Bái, sau đó sai người đi mời cả Kỉ Linh lẫn Lưu Bị đến để giảng hòa. Kỉ Linh tỏ ý không phục. Lữ Bố bèn sai người cắm chiếc kích ở cửa doanh, nói: "Chư quân xem Bố bắn vào ngạch kích, nếu chỉ một phát trúng thì chư quân phải bãi binh, nếu không trúng thì cứ quyết đấu". Lã Bố giương cung bắn một phát trúng ngay ngạch kích. Các tướng đều giật mình, nói "Tướng quân thật có thiên uy". Kỉ Linh thấy vậy bèn bãi binh. Về sau trong sử liệu không thấy ghi ghép gì về Kỉ Linh nữa.

### TrongTam quốc diễn nghĩa

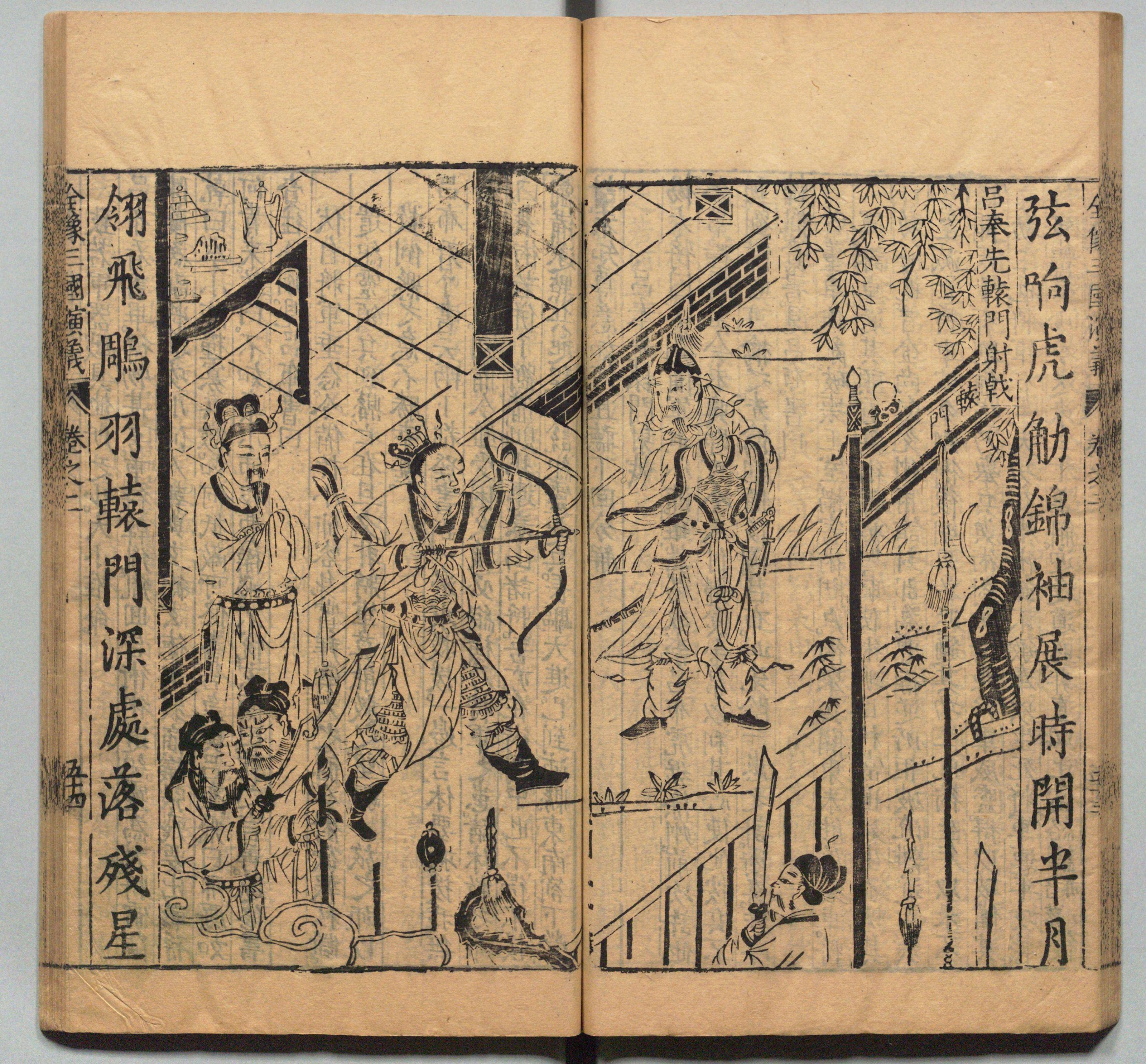
Tranh minh họa điển tích Lữ Bố bắn kích ở Viên môn trong sách "Tam quốc chí thông tục diễn nghĩa", bản in năm Vạn Lịch thứ 19 (1591).

Trong Tam quốc diễn nghĩa của La Quán Trung, Kỉ Linh xuất hiện lần đầu ở hồi 14. Theo đó, Kỉ Linh vốn là người Sơn Đông, là một thượng tướng dưới quyền của Viên Thuật, thống lĩnh 10 vạn quân. Ông sử dụng binh khí Tam tiêm lưỡng nhận đao nặng 50 cân, từng giao đấu với Quan Vũ tại Vu Thai, đại chiến hơn 30 hiệp bất phân thắng bại (bản in thời Gia Tĩnh ghi hơn 20 hiệp). Sau khi nghỉ ngơi, Kỉ Linh  lại sai Phó tướng là Tuân Chính ra đấu với Quan Vũ, bị Quan Vũ một đao chém chết.
Ở hồi 16, Kỉ Linh nhận lệnh Viên Thuật định đánh diệt Lưu Bị ở Tiểu Bái, bị Lữ Bố ngăn cản qua sự kiện "Bắn kích ở Viên môn". Khi trở về, Kỉ Linh đã hiến kế "sơ bất gian thân" cho Viên Thuật, dự định thông qua việc cầu hôn con gái Lữ Bố cho con trai của Viên Thuật, hòng ngăn cản việc Lữ Bố tiếp tục cứu viện cho Lưu Bị. Tuy nhiên kế này bị Trần Khuê phát hiện và phá hỏng. Viên Thuật nổi giận, cử quân đánh Lữ Bố, cho Kỉ Linh thống lĩnh đạo quân ứng cứu. Tuy nhiên, tất cả đều bị Lữ Bố đánh tan tát.
Đến hồi 21, khi Viên Thuật thất thế, định lên phía Bắc để sát nhập với Viên Thiệu. Trên đường đi qua Từ châu, đụng phải quân Lưu Bị chặn đánh. Kỉ Linh khi đó là tiên phong, giao chiến với Trương Phi được 10 hiệp thì bị Trương Phi đâm chết.